# Comuna Pokrovske, Troițke
Pokrovske (în ucraineană Покровське) este o comună în raionul Troițke, regiunea Luhansk, Ucraina, formată din satele Bohorodîțke, Davîdivka și Pokrovske (reședința).

## Demografie
Componența lingvistică a comunei Pokrovske
     Rusă (90,66%)
     Ucraineană (9,14%)
     Alte limbi (0,1%)
Conform recensământului din 2001, majoritatea populației comunei Pokrovske era vorbitoare de rusă (90,66%), existând în minoritate și vorbitori de ucraineană (9,14%).